# Italo Tajo
Italo Tajo (Pinerolo (Piemont, Itàlia), 25 d'abril, 1915 - Cincinnati (Ohio, Estats Units), 28 de març, 1993 ) va ser un baix italià.

## Biografia
Va estudiar violí i cant a Torí amb Nilde Stichi-Bertozzi i el 1935 va debutar a la mateixa ciutat com Fafner a Das Rheingold. El 1939 va participar en l'estrena italiana de Wozzeck al "Teatro dell'Opera" de Roma. El 1940 va debutar a La Scala (on actuarà regularment fins al 1956) i el 1942 a Florència com a Leporello. Un cop acabat el conflicte, la seva carrera es va desenvolupar ràpidament a nivell internacional, amb debuts a Londres, París, Buenos Aires. El 1946 va debutar als Estats Units a la Lyric Opera de Chicago i el 1948 va debutar a l'Òpera de San Francisco i al Metropolitan (Don Basilio), iniciant-hi una carrera habitual principalment en papers semi-seriosos i còmics, com Figaro, Leporello, Dulcamara, Don Pasquale, Gianni Schicchi.
Encara que se'l recorda sobretot pel seu repertori còmic, també va abordar diversos papers dramàtics, com el de Hamlet i Attila de Verdi, i Borís Godunov. També es va distingir en el repertori modern per "crear" el paper de Samuel al David de Darius Milhaud i per interpretar obres de Luciano Berio, Gian Francesco Malipiero, Adriano Lualdi i Luigi Nono. Va assistir a l'estrena italiana de Guerra i pau de Prokófiev el 1953 a Florència.
També va ser actiu en musicals, fent-se càrrec d'Ezio Pinza al Pacífic Sud el 1957, seguit de Kiss Me, Kate. Va participar en algunes òperes cinematogràfiques als anys quaranta (Lucia di Lammermoor, L'elisir d'amore, Il barbiere di Siviglia) i als anys vuitanta als vídeos de Tosca com el sagristà del Metropolitan i La bohème com a Benoit del Òpera de San Francisco.
El 1966 va començar a ensenyar a la Universitat de Cincinnati, continuant actuant fins als setanta anys en papers de personatges (a més dels esmentats Benoit i Sagrestano, Geronte a Manon Lescaut), freqüentment al Metropolitan Theatre, on va fer la darrera aparició a 1991.

## Repertori
| Rol                      | Títol                         | Autor                   |
| ------------------------ | ----------------------------- | ----------------------- |
| Conte Rodolfo            | La sonnambula                 | Bellini                 |
| Il Dottore               | Wozzeck                       | Berg                    |
| Gremin                   | Ievgueni Oneguin              | Piotr Ilitx Txaikovski  |
| Dulcamara                | L'elisir d'amore              | Donizetti               |
| Raimondo                 | Lucia di Lammermoor           | Donizetti               |
| Don Pasquale             | Don Pasquale                  | Donizetti               |
| Roucher                  | Andrea Chénier                | Giordano                |
| Mefistofele              | Faust                         | Gounod                  |
| Agamennone               | Ecuba                         | Malipiero               |
| Il Balivo                | Werther                       | Massenet                |
| Don Chisciotte           | Don Quichotte                 | Massenet                |
| Samuel                   | David                         | Milhaud                 |
| Cola                     | Bastiano e Bastiana           | Mozart                  |
| Osmino                   | Die Entführung aus dem Serail | Mozart                  |
| Don Bartolo              | Le nozze di Figaro            | Mozart                  |
| Commendatore Leporello   | Don Giovanni                  | Mozart                  |
| Boris Godunov            | Borís Godunov                 | Mússorgski              |
| Ivan Chovanskij          | Khovànsxina                   | Mússorgskij             |
| Alvise                   | La Gioconda                   | Ponchielli              |
| Il Generale              | Igrok                         | Prokófiev               |
| Geronte                  | Manon Lescaut                 | Puccini                 |
| Alcindoro Benoît Colline | La bohème                     | Puccini                 |
| Sagrestano               | Tosca                         | Puccini                 |
| Il Talpa                 | Il tabarro                    | Puccini                 |
| Gianni Schicchi Simone   | Gianni Schicchi               | Puccini                 |
| Timur                    | Turandot                      | Puccini                 |
| Antonio Salieri          | Motsart i Saleri              | Nikolai Rimski-Kórsakov |
| Don Parmenione           | L'occasione fa il ladro       | Rossini                 |
| Don Basilio              | El barber de Sevilla          | Rossini                 |
| Don Pomponio Storione    | La gazzetta                   | Rossini                 |
| Don Magnifico            | La Cenerentola                | Rossini                 |
| Abimélech                | Sansone e Dalila              | Saint-Saëns             |
| Barone Ochs              | Der Rosenkavalier             | Strauss                 |
| Gran Sacerdote           | Fernando Cortez               | Spontini                |
| Attila                   | Attila                        | Verdi                   |
| Banco                    | Macbeth                       | Verdi                   |
| Monterone Sparafucile    | Rigoletto                     | Verdi                   |
| Ferrando                 | Il trovatore                  | Verdi                   |
| Padre guardiano          | La forza del destino          | Verdi                   |
| Filippo II               | Don Carlo                     | Verdi                   |
| Il Re                    | Aïda                          | Verdi                   |
| Fafner                   | L'or del Rin                  | Wagner                  |

## Discografia

### Enregistraments d'estudi
- Les noces de Fígaro (Bartolo), amb Willi Domgraf-Fassbaender, Audrey Mildmay, Aulikki Rautawaara, Luise Helletsgruber, Roy Henderson, dir. Fritz Busch - HMV 1934/35
- Andrea Chenier (Roucher), amb Beniamino Gigli, Maria Caniglia, Gino Bechi, dir. Oliviero De Fabritiis - HMV 1941
- Rigoletto, amb Leonard Warren, Erna Berger, Jan Peerce, Nan Merriman, dir. Renato Cellini - RCA 1950
- Les noces de Figaro (Figaro), amb Alda Noni, Gabriella Gatti, Sesto Bruscantini, Iolanda Gardino, dir. Fernando Previtali - Cetra 1951
- Don Giovanni (Leporello), amb Giuseppe Taddei, Maria Curtis Verna, Carla Gavazzi, Cesare Valletti , dir. Max Rudolf - Cetra 1953
- Don Pasquale (DVD), amb Alda Noni, Cesare Valletti, Sesto Bruscantini, dir. Alberto Erede - vídeo-RAI 1955 ed. Hardy Classic/BCS
- The Gazette, amb Angelica Tuccari, Mario Borriello, Agostino Lazzari, dir. Franco Caracciolo - Cetra 1960
- L'oportunitat fa el lladre, amb Cecilia Fusco, Mitì Truccato Pace, Gino Sinimberghi, dir. Luigi Colonna - Cetra 1963

### Enregistraments en directe
- Macbeth, amb Frank Valentino, Margherita Grandi, Walter Migdley, dir. Berthold Goldschmigdt - Edimburg 1947 ed. Distribució Lírica/Testament
- Faust, amb Giuseppe Di Stefano, Dorothy Kirsten, Leonard Warren, dir. Wilfred Pelletier - Met 1949 ed. Cetra/Arkadia/Mytho
- Gianni Schicchi, amb Licia Albanese, Cloe Elmo, Giuseppe Di Stefano, dir. Giuseppe Antonicelli - Met 1949 ed. GOP/Gremi
- Fernando Cortez, amb Gino Penno, Renata Tebaldi, Aldo Protti, dir. Gabriele Santini. - Nàpols 1951 ed. HRE/Hardy Classic
- Attila, amb Giangiacomo Guelfi, Caterina Mancini, Gino Penno, dir. Carlo Maria Giulini - Venècia 1951 ed.GOP
- El trobador, amb Giacomo Lauri Volpi, Maria Callas, Paolo Silveri, Cloe Elmo - dir. Tullio Serafin - Nàpols 1951 ed. Cetra/Mite/Melodram
- Macbeth, amb Enzo Mascherini, Maria Callas, Gino Penno, dir. Victor de Sabata - La Scala 1952 ed. GOP/Myto/EMI
- L'elisir d'amore, amb Beniamino Gigli, Rina Gigli, Giuseppe Taddei, dir. Gianandrea Gavazzeni - Nàpols 1953 ed. Bongiovanni / Eklipse
- La bohème, amb Elena Rizzieri, Giuseppe Campora, Giuseppe Taddei, Renata Broilo, dir. Francesco Molinari Pradelli - RAI-Milan 1954 ed. Amants de l'òpera
- Les noces de Fígaro, amb Alda Noni, Renata Tebaldi, Scipio Colombo, Giulietta Simionato, dir. Ionel Perlea - Nàpols 1954 ed. Clàssic Hardy
- Don Pasquale, amb Margherita Rinaldi, Giuseppe Baratti, Rolando Panerai, dir. Massimo Pradella - RAI-Milan 1963 ed. Amants de l'òpera
- La bohème (Benoit-DVD), amb Luciano Pavarotti, Mirella Freni, Gino Quilico, Nicolai Ghiaurov, Sandra Pacetti, dir. Tiziano Severini - San Francisco 1988 ed. Cultura

## Filmografia
- Telephone Time: sèrie de televisió, episodi 3x20 (1958)